# 10821 Kimuratakeshi
10821 Kimuratakeshi este un asteroid din centura principală de asteroizi.

## Descriere
10821 Kimuratakeshi este un asteroid din centura principală de asteroizi. A fost descoperit pe 16 septembrie 1993 la Kitami de Kin Endate și Kazuro Watanabe. Asteroidul prezintă o orbită caracterizată de o semiaxă mare de 2,27 ua, o excentricitate de 0,16 și o înclinație de 3,1° în raport cu ecliptica.